# Borsumij
De N.V. Borneo Sumatra Maatschappij, beter bekend onder de naam Borsumij, was een Nederlandse handelsmaatschappij, gevestigd te Den Haag.

## Borsumij
Deze maatschappij werd in 1884 opgericht nadat, in 1882, de Nederlandsche Handel-Maatschappij haar handelsactiviteiten in Nederlands-Indië ging beperken tot Java. Oprichter was J.W. Schlimmer, die tot dan toe vertegenwoordiger van de Nederlandse Handel-Maatschappij op Borneo was.
Aanvankelijk werd gehandeld in bosproducten, maar later werden ook consumptiegoederen geïmporteerd. Men maakte voor dit alles gebruik van eigen schepen.
Na de Tweede Wereldoorlog en de daarop volgende onafhankelijkheid van Indonesië ging men zich toeleggen op markten in West-Afrika. Men kocht daartoe de Twentsche Overzee Handelmaatschappij op. Deze was door Twentse textielfabrikanten in 1920 opgericht om katoenproducten aldaar te verkopen. Later werden de Afrikaanse handelsactiviteiten weer beëindigd en ging men zich op West-Europa richten. In tegenstelling tot sommige andere handelshuizen, ging men geen industriële activiteiten ontplooien.

## Fusie met Geo Wehry
In 1961 fuseerde men met handelshuis Geo Wehry tot Borsumij Wehry. Geo Wehry was opgericht te Soerabaja en verhandelde textiel, terwijl het onder meer het Guinness-bier importeerde in het toenmalige Nederlands-Indië. Het in 1912 geopende hoofdkantoor, dat zich in het tegenwoordige Djakarta bevindt, werd in 1939 een museum voor het oude Batavia en is tegenwoordig een poppenmuseum. De combinatie verwierf later het predicaat Koninklijk en ging Koninklijke Borsumij Wehry heten. 
In 1996 werd Borsumij Wehry overgenomen door Hagemeyer.

## Galerij

Interieur van het kantoorgebouw Borsumij Soerabaia
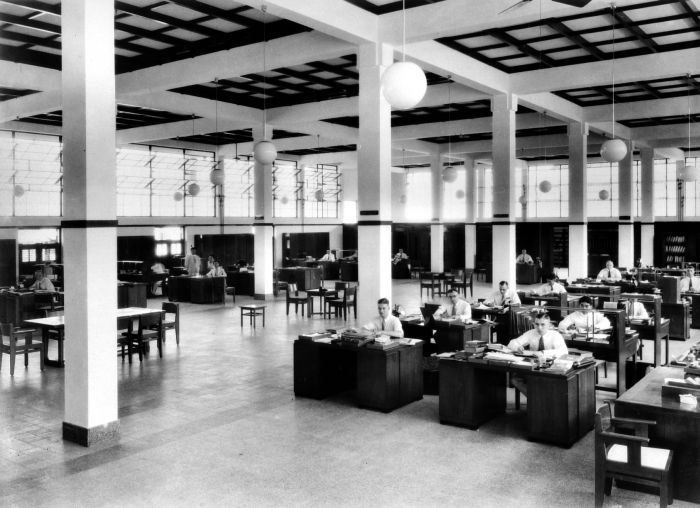
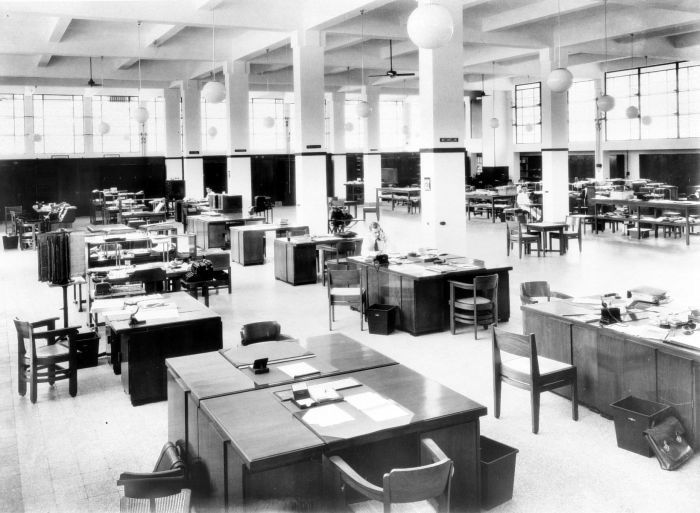
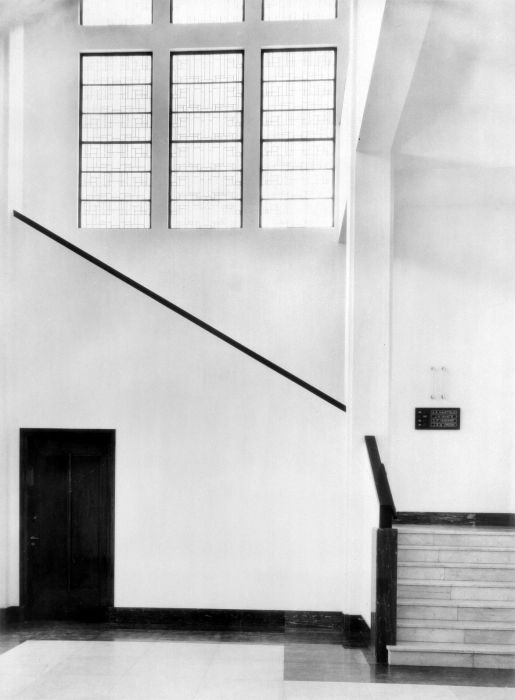